# Jardín botánico El Aljibe
El jardín botánico El Aljibe es un jardín botánico de algo más de una hectárea de extensión, ubicado en el parque natural de Los Alcornocales, (Cádiz), en el término de Alcalá de los Gazules. Este jardín botánico forma parte de la Red de Jardines Botánicos de Andalucía, teniendo el propósito de conservación de la flora de Andalucía, investigación científica y de la educación ambiental, tanto de los escolares como del público en general.

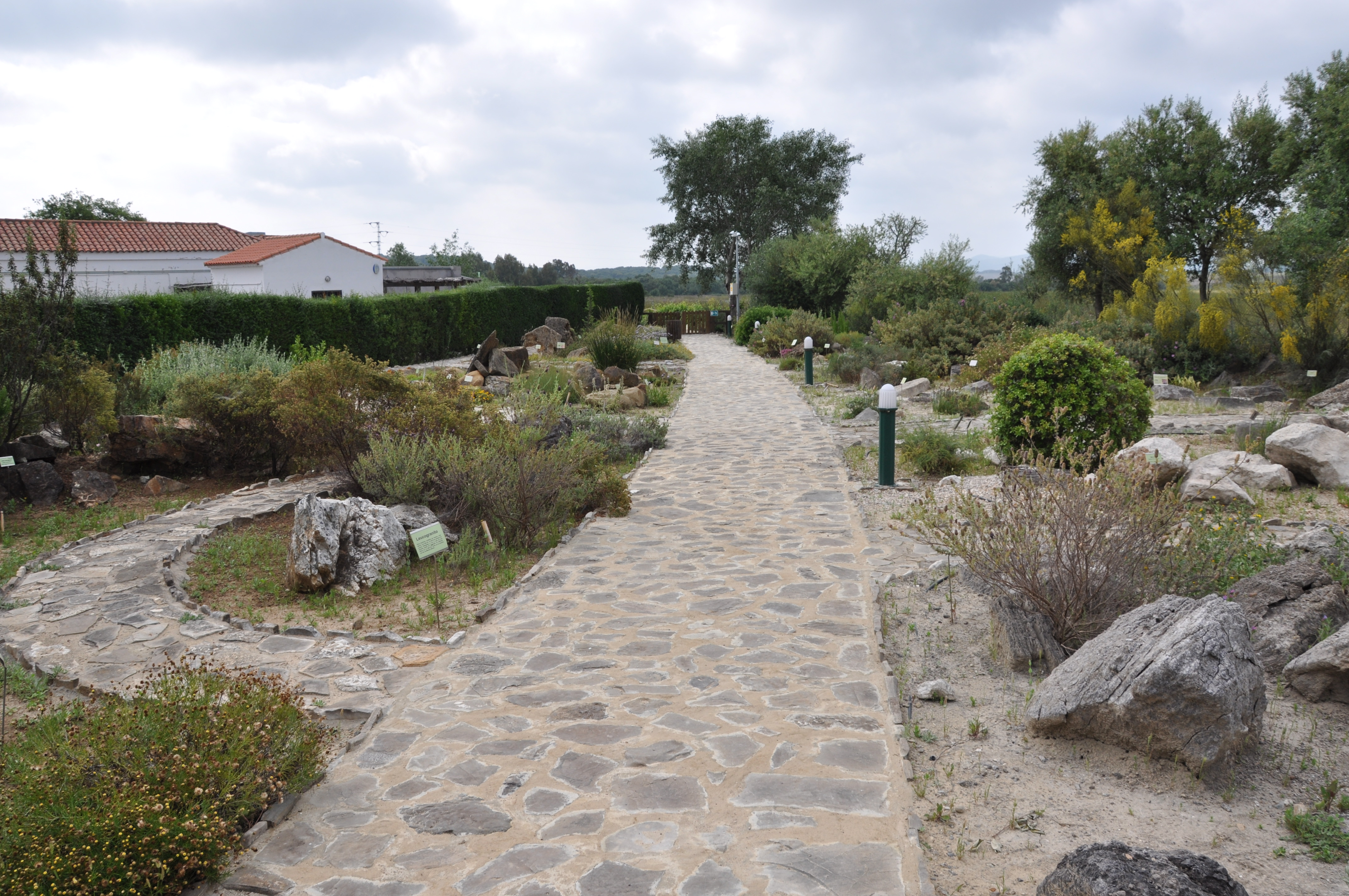
Paseo por el jardín

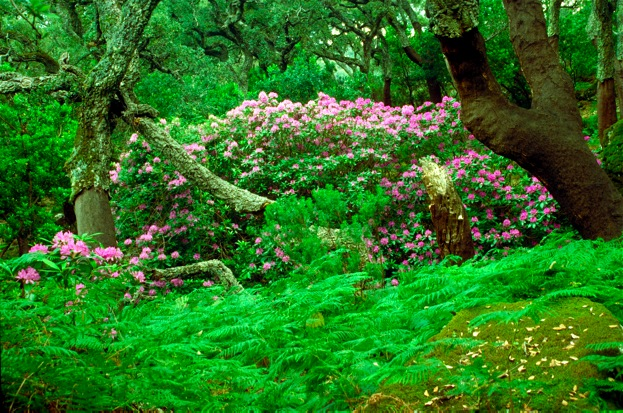
Ojaranzo Rhododendro ponticum subsp. baetica, junto a alcornoques y helechos

## Geografía
Se ubica en un paraje junto a la autovía Jerez-Los Barrios, en el término municipal de Alcalá de los Gazules, dentro del parque natural de Los Alcornocales, y junto al centro de defensa forestal.
Este espacio se caracteriza por su suelo –las areniscas del Aljibe- y por su clima con lluvias que junto con abundantes nieblas y unas temperaturas suaves se conjugan para crear las condiciones de que se mantenga una vegetación exuberante.

## Historia
Fue inaugurado en 2007, y forma parte de la estructura global de la conservación de la flora y vegetación de la Consejería de Agricultura, Pesca y Medio Ambiente, integrada a su vez por los Servicios de Conservación, la Red de Viveros, y el Banco de Germoplasma Vegetal Andaluz, en colaboración con instituciones científicas, docentes y otros organismos gubernamentales y ONG que comparten los mismos objetivos.

## Colecciones

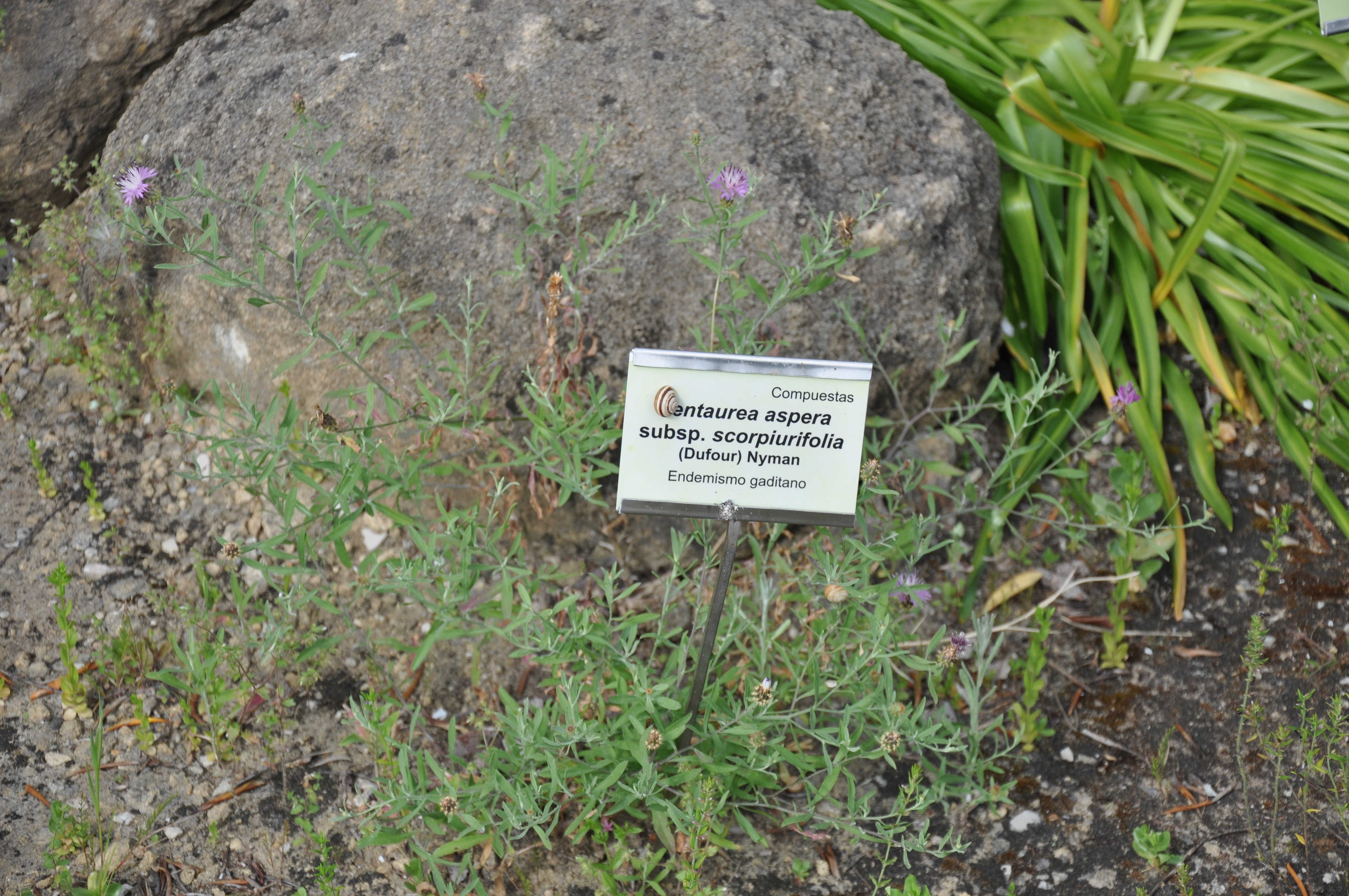
Centaurea aspera subsp. scorpiurifolia, endemismo gaditano

Representa a la flora y la vegetación del parque natural de Los Alcornocales, entre cuyas especies principales destacan los alcornoques y quejigos, así como los famosos canutos (cabeceras y vaguadas de los ríos y arroyos) que constituyen el último bosque primordial del sur de Europa siendo un refugio de flora relictica del Terciario. 
Entre sus colecciones destacan:
- Especies protegidas, con 185 especies protegidas por la legislación e incluidas en la Lista Roja de la Flora vascular de Andalucía, entre ellas especies únicas en el mundo propias de bosques subtropicales y de otras épocas pasadas, como algunos helechos como el Psilotum nudum, el « helecho de los colchoneros » (Culcita macrocarpa), Christella dentata, plantas caducifolias como el « avellanillo » (Frangula alnus, subsp. baetica), Davalia canariensis, Dryopteris guanchica, y el «ojaranzo» (Rododendro de los alcornocales Rhododendron ponticum subsp. baetica reliquia del Terciario).
- Especies perennes con unos 1500 ejemplares de 300 especies diferentes,
- Especies anuales.
- Especies arbóreas y arbustivas características del área que representa.

## Equipamientos
- Senderos interpretativos
- Aula taller para actividades ambientales
- Área de recepción
- Aparcamientos